# Équipe de Russie de football au Championnat d'Europe 2008
Cet article relate le parcours de l’équipe de Russie de football lors du championnat d'Europe de football 2008 qui a eu lieu du 7 au 29 juin 2008 en Autriche et en Suisse.

## Préparation
- Russie- Kazakhstan : 6-0
- Russie- Serbie : 2-1
- Russie- Lituanie : 4-1

## Effectif
Liste des 23 joueurs sélectionnés pour l'Euro 2008.
| Numéro / Nom       | Numéro / Nom          | Équipe actuelle          | Date de naissance | J.              | Buts            |                 |                 |                 |
| Gardiens de but    | Gardiens de but       | Gardiens de but          | Gardiens de but   | Gardiens de but | Gardiens de but | Gardiens de but | Gardiens de but | Gardiens de but |
| ------------------ | --------------------- | ------------------------ | ----------------- | --------------- | --------------- | --------------- | --------------- | --------------- |
| 1                  | Igor Akinfeev         | CSKA Moscou              | 08.04.1986        | 0               | 0               | 0               | 0               | 0               |
| 12                 | Vladimir Gaboulov     | Amkar Perm               | 18.03.1980        | 0               | 0               | 0               | 0               | 0               |
| 16                 | Viacheslav Malafeev   | Zénith Saint-Pétersbourg | 31.12.1972        | 0               | 0               | 0               | 0               | 0               |
| Défenseurs         |                       |                          |                   |                 |                 |                 |                 |                 |
| 2                  | Vasili Bérézoutski    | CSKA Moscou              | 14.12.1979        | 0               | 0               | 0               | 0               | 0               |
| 3                  | Renat Yanbaev         | Lokomotiv Moscou         | 11.07.1979        | 0               | 0               | 0               | 0               | 0               |
| 4                  | Sergueï Ignachevitch  | CSKA Moscou              | 15.05.1981        | 0               | 0               | 0               | 0               | 0               |
| 5                  | Alexeï Bérézoutski    | CSKA Moscou              | 17.08.1977        | 0               | 0               | 0               | 0               | 0               |
| 8                  | Denis Kolodin         | Dynamo Moscou            | 01.01.1972        | 0               | 0               | 0               | 0               | 0               |
| 14                 | Roman Shirokov        | Zénith Saint-Pétersbourg | 18.04.1983        | 0               | 0               | 0               | 0               | 0               |
| 22                 | Alexander Anyukov     | Zénith Saint-Pétersbourg | 18.03.1977        | 0               | 0               | 0               | 0               | 0               |
| Milieux de Terrain |                       |                          |                   |                 |                 |                 |                 |                 |
| 7                  | Dmitri Torbinskiy     | Lokomotiv Moscou         | 13.06.1980        | 0               | 0               | 0               | 0               | 0               |
| 11                 | Sergueï Semak         | Rubin Kazan              | 20.06.1987        | 0               | 0               | 0               | 0               | 0               |
| 13                 | Oleg Ivanov           | Krylia Sovetov           | 10.03.1982        | 0               | 0               | 0               | 0               | 0               |
| 15                 | Diniyar Bilyaletdinov | Lokomotiv Moscou         | 01.04.1983        | 0               | 0               | 0               | 0               | 0               |
| 17                 | Konstantin Zyryanov   | Zénith Saint-Pétersbourg | 23.06.1976        | 0               | 0               | 0               | 0               | 0               |
| 18                 | Youri Jirkov          | CSKA Moscou              | 10.09.1983        | 0               | 0               | 0               | 0               | 0               |
| 20                 | Igor Semshov          | Dynamo Moscou            | 14.03.1979        | 0               | 0               | 0               | 0               | 0               |
| 23                 | Vladimir Bystrov      | Spartak Moscou           | 11.08.1980        | 0               | 0               | 0               | 0               | 0               |
| Attaquants         |                       |                          |                   |                 |                 |                 |                 |                 |
| 6                  | Roman Adamov          | FK Moscou                | 18.02.1973        | 0               | 0               | 0               | 0               | 0               |
| 9                  | Ivan Saenko           | FC Nuremberg             | 19.12.1987        | 0               | 0               | 0               | 0               | 0               |
| 10                 | Andreï Archavine      | Zénith Saint-Pétersbourg | 27.07.1979        | 0               | 0               | 0               | 0               | 0               |
| 19                 | Roman Pavlyoutchenko  | Spartak Moscou           | 15.12.1981        | 0               | 0               | 0               | 0               | 0               |
| 21                 | Dmitriy Sytchev       | Lokomotiv Moscou         | 17.08.1977        | 0               | 0               | 0               | 0               | 0               |
| Sélectionneur      |                       |                          |                   |                 |                 |                 |                 |                 |
|                    | Guus Hiddink          |                          | 24.01.1952        |                 |                 |                 |                 |                 |

## Résultats

### Premier tour: groupe D
| Date         | Équipe 1 | Équipe 2 | Résultat | Buteurs                                                          |
| 10 juin 2008 | Espagne  | Russie   | 4 - 1    | Villa (20e, 44e, 75e), Fàbregas (90+1re) \| Pavlyoutchenko (86e) |
| 14 juin 2008 | Grèce    | Russie   | 0 - 1    | Zyryanov (32e)                                                   |
| 18 juin 2008 | Russie   | Suède    | 2 - 0    | Pavlyoutchenko (23e), Archavin (49e)                             |

### Quart de finale
| Date         | Équipe 1 | Équipe 2 | Résultat    | Buteurs                                                                          |
| 21 juin 2008 | Pays-Bas | Russie   | 1 - 3 (a.p) | Van Nistelrooy (86e) \| Pavlyoutchenko (55e), Torbinsky (112e), Archavine (116e) |

### Demi-finale
| Date         | Équipe 1 | Équipe 2 | Résultat | Buteurs                              |
| 26 juin 2008 | Espagne  | Russie   | 3 - 0    | Xavi (50e), Güiza (73e), Silva (82e) |